# Lacon-Gunale
I Lacon-Gunale furono una casata della Sardegna medievale originariamente insediata in tutti e quattro i troni dei regni giudicali.

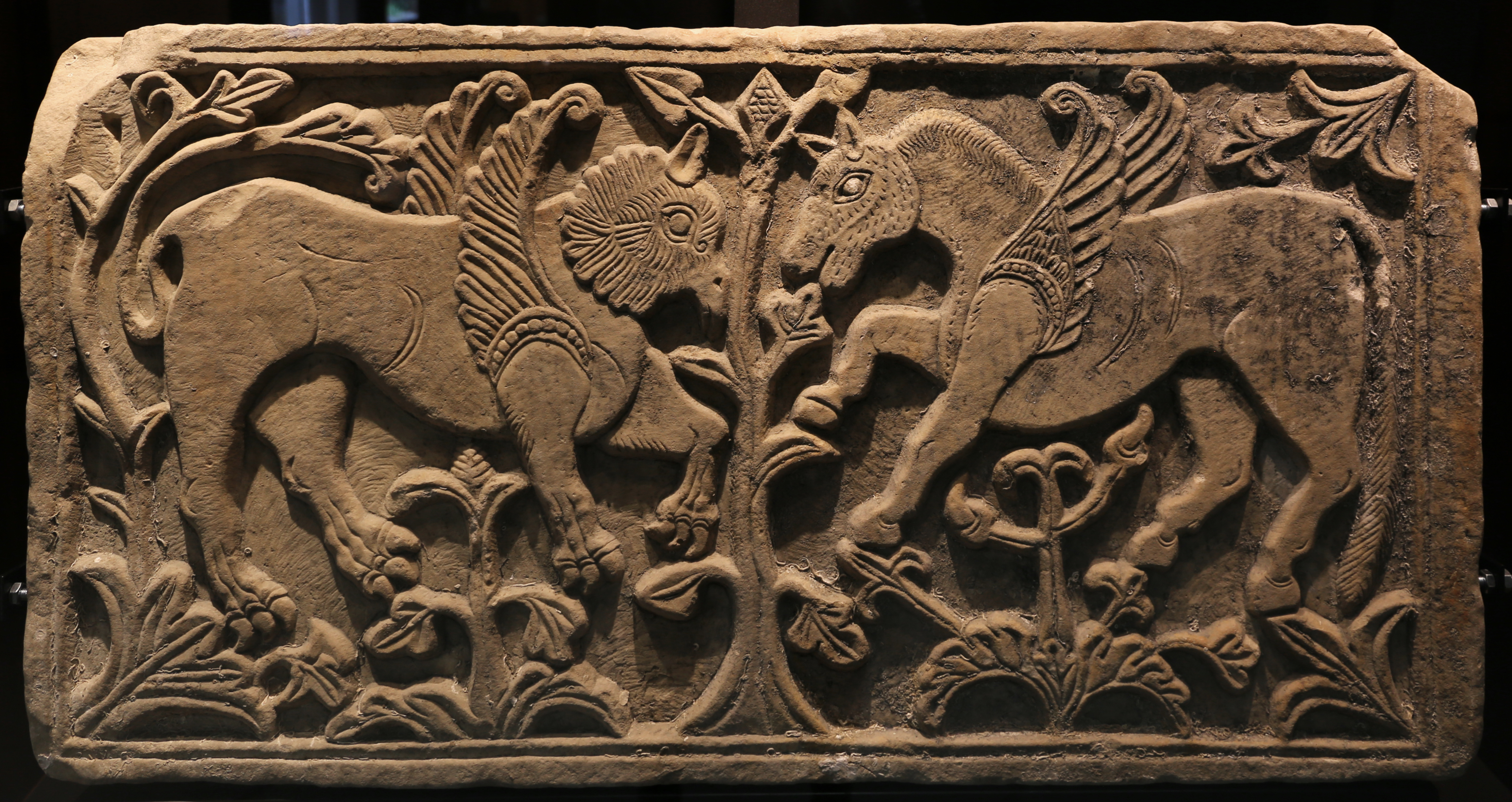
Pluteo di età alto giudicale dall'isola San Macario

Probabilmente i Lacon e i Gunale discendevano rispettivamente dagli ultimi dux e praeses della Sardegna bizantina, che si unirono in un'unica famiglia, la quale assunse il ruolo di Iudex provinciae o Arconte di Sardegna, residente a Caralis. Dal XI secolo, con la frammentazione del territorio isolano in giudicati, si divise in quattro rami.

## Origine
Sono state elaborate al riguardo alcune tesi sulle origini della casata dei Lacon Gunale:
- tesi bizantina: i Lacon Gunale sarebbero della famiglia aristocratica dell'Arconte lasciato in carica dall'Imperatore. È verosimile che l'Arconte, tra l'851 e l'872 abbia diviso la Sardegna in quattro aree militari presiedute ciascuna da uno Iudex proveniente dalla propria famiglia. Tuttavia si sentì il bisogno dell'investitura della Corona de Logu composta dai maggiorenti del regno. Tra la fine del IX e l'inizio dell'XI secolo i quattro distretti assunsero autorità autonoma uno dall'altro divenendo Giudicati;
- tesi autoctona: recenti studi (Paulis, Bertolami) danno invece luogo ad una tesi sulla sardità della dinastia giudicale dei Lacon Gunale in forza soprattutto del fatto che Lacon e Gunale erano i nomi di alcuni villaggi della Sardegna centrale e settentrionale (forse originari delle ville di Laconi nel Sarcidano e Gunale o Unale, scomparsa, sita in agro di Arzachena in Gallura) e che alcuni nomi di giudici molto frequenti nelle genealogie – come Zerchis, Torchitorio, Ithoccor, Salusio, Othoccor, Orzocco – sono, da un punto di vista linguistico, riconducibili al substrato protosardo che, probabilmente, riuscì a sopravvivere alla romanizzazione e che riprese forza sin dai tempi del Dux Hospitone, capo dei barbaricini, oggetto delle epistole di papa Gregorio I del VI secolo;
- tesi esterna: i riferimenti culturali merovingi e carolingi presenti negli usi e sigilli della cancelleria giudicale turritana, utilizzati per segnare la fonte dell'autorità regnicola, potrebbero far riferimento a fatti a noi non più noti che determinarono l'investitura monarchica a favore di qualche dux turritano avvenuta ad opera dei franchi nel IX - X secolo, in occasione della difesa congiunta di Sardegna e Corsica dai Saraceni, con un Praeses cagliaritano libero dall'influenza carolingia.

Potrebbe essere comunque probabile anche una tesi mista che, compenetrando le tre precedenti, evidenzierebbe il rafforzamento di una dinastia di ceppo bizantino lasciata al potere dall'Impero, che si apparentò e legò alle principali famiglie latifondiste sarde le quali esercitavano una discreta influenza sul governo giudicale tramite lo strumento consiliare della Corona de Logu. Ciò forse in un processo di distacco dall'autorità centrale cagliaritana di qualche gruppo aristocratico che, probabilmente, riuscì a ottenere una legittimazione imperiale franco durante l'isolamento e gli attacchi saraceni del IX-X secolo.